# Bhola (distrikt)
Bhola (bengali: ভোলা, engelska: Bhola District) är ett distrikt i Bangladesh.   Det ligger i provinsen Barisal, i den södra delen av landet, 150 kilometer söder om huvudstaden Dhaka. Antalet invånare är 1 776 795.
Trakten runt Bhola består till största delen av jordbruksmark.